# Kreuz Langenfeld
Kreuz Langenfeld is een knooppunt in de Duitse deelstaat Noordrijn-Westfalen.
Op dit trompetknooppunt ten westen van de stad Langenfeld sluit de A542 Monhein-Langenfeld aan op de A3 Elten-Passau. Tevens sluit er een lokale weg op het knooppunt aan.

## Configuratie
Knooppunt
Het is een onvolledig klaverbladknooppunt.
Rijstrook
Nabij het knooppunt heeft de A 3 2x2 rijstroken en de A 542 heeft 2x2 rijstroken.
Alle verbindingswegen hebben één rijstrook.

## Verkeersintensiteiten
Dagelijks passeren ongeveer 240.000 voertuigen het knooppunt.
| Van                  | Naar                        | Gemiddeld aantal voertuigen per dag |
| -------------------- | --------------------------- | ----------------------------------- |
| AS Solingen (A 3)    | AK Langenfeld               | 117.400                             |
| AK Langenfeld        | AS Leverkusen-Opladen (A 3) | 116.800                             |
| AS Immigrath (A 542) | AK Langenfeld               | 16.100                              |

## Richtingen knooppunt
| Aansluitende wegen                   | Aansluitende wegen | Aansluitende wegen                           | Aansluitende wegen | Aansluitende wegen |
| ------------------------------------ | ------------------ | -------------------------------------------- | ------------------ | ------------------ |
|                                      |                    | richting Düsseldorf / Wuppertal / Oberhausen |                    |                    |
|                                      |                    |                                              |                    |                    |
|                                      |                    |                                              |                    |                    |
|                                      |                    |                                              |                    |                    |
| richting Langenfeld Monheim am Rhein |                    | richting Keulen / Koblenz Frankfurt am Main  |                    |                    |